# NGC 7524
NGC 7524 је лентикуларна галаксија у сазвежђу Рибе која се налази на NGC листи објеката дубоког неба.
Деклинација објекта је - 1° 43' 50" а ректасцензија 23h 13m 46,5s. Привидна величина (магнитуда) објекта NGC 7524 износи 15,1 а фотографска магнитуда 16,0. NGC 7524 је још познат и под ознакама MCG 0-59-10, PGC 70737.